# José Oscar Herrera
José Oscar Herrera Corominas detto Pepe (Tala, 17 giugno 1965) è un allenatore di calcio ed ex calciatore uruguaiano, di ruolo centrocampista.

## Biografia
È il suocero del calciatore e connazionale Diego Godín, in quanto quest'ultimo marito di sua figlia Sofía.

## Caratteristiche tecniche
Molto duttile nel ricoprire ruoli differenti (in particolare in difesa e a centrocampo), molti dei suoi goal arrivano da calci piazzati.

## Carriera

### Club
Si fa notare tra le file del Penarol, società con la quale vince due campionati dell'Uruguay. Si trasferisce quindi in Spagna per vestire la maglia del Figueres, per poi essere acquistato, dopo i mondiali di Italia '90, dal Cagliari, con cui gioca cinque stagioni. In Italia gioca anche per due stagioni nell'Atalanta, per ritornare, causa motivi familiari, in Uruguay, dove chiude la carriera nel 2002.

### Nazionale
Con la maglia dell'Uruguay ha collezionato 57 presenze (siglando 4 reti).

## Statistiche

### Cronologia presenze in nazionale
| Cronologia completa delle presenze e delle reti in nazionale ― Uruguay | Cronologia completa delle presenze e delle reti in nazionale ― Uruguay | Cronologia completa delle presenze e delle reti in nazionale ― Uruguay | Cronologia completa delle presenze e delle reti in nazionale ― Uruguay | Cronologia completa delle presenze e delle reti in nazionale ― Uruguay | Cronologia completa delle presenze e delle reti in nazionale ― Uruguay | Cronologia completa delle presenze e delle reti in nazionale ― Uruguay | Cronologia completa delle presenze e delle reti in nazionale ― Uruguay |
| Data                                                                   | Città                                                                  | In casa                                                                | Risultato                                                              | Ospiti                                                                 | Competizione                                                           | Reti                                                                   | Note                                                                   |
| ---------------------------------------------------------------------- | ---------------------------------------------------------------------- | ---------------------------------------------------------------------- | ---------------------------------------------------------------------- | ---------------------------------------------------------------------- | ---------------------------------------------------------------------- | ---------------------------------------------------------------------- | ---------------------------------------------------------------------- |
| 7-8-1988                                                               | Bogotà                                                                 | Colombia                                                               | 2 – 1                                                                  | Uruguay                                                                | Amichevole                                                             | 1                                                                      |                                                                        |
| 27-9-1988                                                              | Asunción                                                               | Ecuador                                                                | 1 – 2                                                                  | Uruguay                                                                | Copa Boquerón - Semifinale                                             | 1                                                                      |                                                                        |
| 29-9-1988                                                              | Asunción                                                               | Paraguay                                                               | 3 – 1                                                                  | Uruguay                                                                | Copa Boquerón - Finale                                                 | -                                                                      |                                                                        |
| 12-10-1988                                                             | Montevideo                                                             | Uruguay                                                                | 2 – 0                                                                  | Paraguay                                                               | Amichevole                                                             | -                                                                      |                                                                        |
| 1-11-1988                                                              | Concepción                                                             | Cile                                                                   | 1 – 1                                                                  | Uruguay                                                                | Amichevole                                                             | -                                                                      |                                                                        |
| 9-11-1988                                                              | Montevideo                                                             | Uruguay                                                                | 3 – 1                                                                  | Cile                                                                   | Amichevole                                                             | -                                                                      |                                                                        |
| 14-12-1988                                                             | Montevideo                                                             | Uruguay                                                                | 3 – 0                                                                  | Perù                                                                   | Amichevole                                                             | -                                                                      |                                                                        |
| 22-4-1989                                                              | Verona                                                                 | Italia                                                                 | 1 – 1                                                                  | Uruguay                                                                | Amichevole                                                             | -                                                                      |                                                                        |
| 3-5-1989                                                               | Montevideo                                                             | Uruguay                                                                | 3 – 1                                                                  | Ecuador                                                                | Amichevole                                                             | -                                                                      |                                                                        |
| 23-5-1989                                                              | Quito                                                                  | Ecuador                                                                | 1 – 1                                                                  | Uruguay                                                                | Amichevole                                                             | 1                                                                      |                                                                        |
| 8-6-1989                                                               | Santa Cruz de la Sierra                                                | Bolivia                                                                | 0 – 0                                                                  | Uruguay                                                                | Amichevole                                                             | -                                                                      |                                                                        |
| 14-6-1989                                                              | Montevideo                                                             | Uruguay                                                                | 1 – 0                                                                  | Bolivia                                                                | Amichevole                                                             | -                                                                      |                                                                        |
| 2-7-1989                                                               | Goiânia                                                                | Ecuador                                                                | 1 – 0                                                                  | Uruguay                                                                | Coppa America 1989 - 1º turno                                          | -                                                                      |                                                                        |
| 4-7-1989                                                               | Goiânia                                                                | Uruguay                                                                | 3 – 0                                                                  | Bolivia                                                                | Coppa America 1989 - 1º turno                                          | -                                                                      |                                                                        |
| 6-7-1989                                                               | Goiânia                                                                | Uruguay                                                                | 3 – 0                                                                  | Cile                                                                   | Coppa America 1989 - 1º turno                                          | -                                                                      |                                                                        |
| 8-7-1989                                                               | Goiânia                                                                | Argentina                                                              | 1 – 0                                                                  | Uruguay                                                                | Coppa America 1989 - 1º turno                                          | -                                                                      |                                                                        |
| 12-7-1989                                                              | Rio de Janeiro                                                         | Uruguay                                                                | 3 – 0                                                                  | Paraguay                                                               | Coppa America 1989 - Girone finale                                     | -                                                                      |                                                                        |
| 14-7-1989                                                              | Rio de Janeiro                                                         | Uruguay                                                                | 2 – 0                                                                  | Argentina                                                              | Coppa America 1989 - Girone finale                                     | -                                                                      |                                                                        |
| 16-7-1989                                                              | Rio de Janeiro                                                         | Brasile                                                                | 1 – 0                                                                  | Uruguay                                                                | Coppa America 1989 - Girone finale                                     | -                                                                      | [ 4 ]                                                                  |
| 6-8-1989                                                               | Montevideo                                                             | Uruguay                                                                | 0 – 0                                                                  | Colombia                                                               | Amichevole                                                             | -                                                                      |                                                                        |
| 27-8-1989                                                              | Lima                                                                   | Perù                                                                   | 0 – 2                                                                  | Uruguay                                                                | Qual. Mondiali 1990                                                    | -                                                                      |                                                                        |
| 3-9-1989                                                               | La Paz                                                                 | Bolivia                                                                | 2 – 1                                                                  | Uruguay                                                                | Qual. Mondiali 1990                                                    | -                                                                      |                                                                        |
| 17-9-1989                                                              | Montevideo                                                             | Uruguay                                                                | 2 – 0                                                                  | Bolivia                                                                | Qual. Mondiali 1990                                                    | -                                                                      |                                                                        |
| 24-9-1989                                                              | Montevideo                                                             | Uruguay                                                                | 2 – 0                                                                  | Perù                                                                   | Qual. Mondiali 1990                                                    | -                                                                      |                                                                        |
| 25-4-1990                                                              | Stoccarda                                                              | Germania Ovest                                                         | 3 – 3                                                                  | Uruguay                                                                | Amichevole                                                             | -                                                                      |                                                                        |
| 18-5-1990                                                              | Belfast                                                                | Irlanda del Nord                                                       | 1 – 0                                                                  | Uruguay                                                                | Amichevole                                                             | -                                                                      |                                                                        |
| 22-5-1990                                                              | Londra                                                                 | Inghilterra                                                            | 1 – 2                                                                  | Uruguay                                                                | Amichevole                                                             | -                                                                      |                                                                        |
| 13-6-1990                                                              | Udine                                                                  | Uruguay                                                                | 0 – 0                                                                  | Spagna                                                                 | Mondiali 1990 - 1º turno                                               | -                                                                      |                                                                        |
| 17-6-1990                                                              | Verona                                                                 | Belgio                                                                 | 3 – 1                                                                  | Uruguay                                                                | Mondiali 1990 - 1º turno                                               | -                                                                      |                                                                        |
| 21-6-1990                                                              | Udine                                                                  | Corea del Sud                                                          | 0 – 1                                                                  | Uruguay                                                                | Mondiali 1990 - 1º turno                                               | -                                                                      |                                                                        |
| 13-7-1993                                                              | Lima                                                                   | Perù                                                                   | 1 – 2                                                                  | Uruguay                                                                | Amichevole                                                             | -                                                                      |                                                                        |
| 17-7-1993                                                              | Montevideo                                                             | Uruguay                                                                | 3 – 0                                                                  | Perù                                                                   | Amichevole                                                             | -                                                                      |                                                                        |
| 25-7-1993                                                              | San Cristóbal                                                          | Venezuela                                                              | 0 – 1                                                                  | Uruguay                                                                | Qual. Mondiali 1994                                                    | 1                                                                      |                                                                        |
| 1-8-1993                                                               | Montevideo                                                             | Uruguay                                                                | 0 – 0                                                                  | Ecuador                                                                | Qual. Mondiali 1994                                                    | -                                                                      |                                                                        |
| 8-8-1993                                                               | La Paz                                                                 | Bolivia                                                                | 3 – 1                                                                  | Uruguay                                                                | Qual. Mondiali 1994                                                    | -                                                                      |                                                                        |
| 29-8-1993                                                              | Montevideo                                                             | Uruguay                                                                | 4 – 0                                                                  | Venezuela                                                              | Qual. Mondiali 1994                                                    | -                                                                      |                                                                        |
| 5-9-1993                                                               | Guayaquil                                                              | Ecuador                                                                | 0 – 1                                                                  | Uruguay                                                                | Qual. Mondiali 1994                                                    | -                                                                      |                                                                        |
| 12-9-1993                                                              | Montevideo                                                             | Uruguay                                                                | 2 – 1                                                                  | Bolivia                                                                | Qual. Mondiali 1994                                                    | -                                                                      |                                                                        |
| 19-9-1993                                                              | Rio de Janeiro                                                         | Brasile                                                                | 2 – 0                                                                  | Uruguay                                                                | Qual. Mondiali 1994                                                    | -                                                                      |                                                                        |
| 25-6-1995                                                              | Paysandú                                                               | Uruguay                                                                | 7 – 0                                                                  | Nuova Zelanda                                                          | Amichevole                                                             | -                                                                      |                                                                        |
| 28-6-1995                                                              | Rivera                                                                 | Uruguay                                                                | 2 – 2                                                                  | Nuova Zelanda                                                          | Amichevole                                                             | -                                                                      |                                                                        |
| 5-7-1995                                                               | Montevideo                                                             | Uruguay                                                                | 4 – 1                                                                  | Venezuela                                                              | Coppa America 1995 - 1º turno                                          | -                                                                      |                                                                        |
| 9-7-1995                                                               | Montevideo                                                             | Uruguay                                                                | 1 – 0                                                                  | Paraguay                                                               | Coppa America 1995 - 1º turno                                          | -                                                                      |                                                                        |
| 12-7-1995                                                              | Montevideo                                                             | Uruguay                                                                | 1 – 1                                                                  | Messico                                                                | Coppa America 1995 - 1º turno                                          | -                                                                      |                                                                        |
| 16-7-1995                                                              | Montevideo                                                             | Uruguay                                                                | 2 – 1                                                                  | Bolivia                                                                | Coppa America 1995 - Quarti di finale                                  | -                                                                      |                                                                        |
| 19-7-1995                                                              | Montevideo                                                             | Uruguay                                                                | 2 – 0                                                                  | Colombia                                                               | Coppa America 1995 - Semifinale                                        | -                                                                      |                                                                        |
| 23-7-1995                                                              | Montevideo                                                             | Uruguay                                                                | 1 – 1 (5 – 3 dtr)                                                      | Brasile                                                                | Coppa America 1995 - Finale                                            | -                                                                      | [ 5 ]                                                                  |
| 20-9-1995                                                              | Gerusalemme                                                            | Israele                                                                | 3 – 1                                                                  | Uruguay                                                                | Amichevole                                                             | -                                                                      |                                                                        |
| 11-10-1995                                                             | Salvador de Bahia                                                      | Brasile                                                                | 2 – 0                                                                  | Uruguay                                                                | Amichevole                                                             | -                                                                      |                                                                        |
| 24-4-1996                                                              | Caracas                                                                | Venezuela                                                              | 0 – 2                                                                  | Uruguay                                                                | Qual. Mondiali 1998                                                    | -                                                                      |                                                                        |
| 2-6-1996                                                               | Montevideo                                                             | Uruguay                                                                | 0 – 2                                                                  | Paraguay                                                               | Qual. Mondiali 1998                                                    | -                                                                      |                                                                        |
| 8-10-1996                                                              | Montevideo                                                             | Uruguay                                                                | 1 – 0                                                                  | Bolivia                                                                | Qual. Mondiali 1998                                                    | -                                                                      |                                                                        |
| 12-11-1996                                                             | Santiago del Cile                                                      | Cile                                                                   | 1 – 0                                                                  | Uruguay                                                                | Qual. Mondiali 1998                                                    | -                                                                      |                                                                        |
| 15-12-1996                                                             | Montevideo                                                             | Uruguay                                                                | 2 – 0                                                                  | Perù                                                                   | Qual. Mondiali 1998                                                    | -                                                                      |                                                                        |
| 12-1-1997                                                              | Montevideo                                                             | Uruguay                                                                | 0 – 0                                                                  | Argentina                                                              | Qual. Mondiali 1998                                                    | -                                                                      |                                                                        |
| 12-2-1997                                                              | Quito                                                                  | Ecuador                                                                | 4 – 0                                                                  | Uruguay                                                                | Qual. Mondiali 1998                                                    | -                                                                      |                                                                        |
| 30-4-1997                                                              | Asunción                                                               | Paraguay                                                               | 3 – 1                                                                  | Uruguay                                                                | Qual. Mondiali 1998                                                    | -                                                                      |                                                                        |
| Totale                                                                 |                                                                        | Presenze                                                               | 57                                                                     |                                                                        | Reti                                                                   | 4                                                                      |                                                                        |

## Palmarès

### Club

#### Competizioni nazionali
- Campionato uruguaiano: 2

Peñarol: 1985, 1986
- Copa Artigas: 4

Peñarol: 1984, 1985, 1986, 1988

#### Competizioni internazionali
- Coppa Libertadores: 1

Peñarol: 1987

### Nazionale
- Coppa America: 1

1995